# Tirley
Tirley est une paroisse civile et un village du Gloucestershire, en Angleterre.